# Campo Grande flygplats
Campo Grande internationella flygplats (portugisiska: Aeroporto Internacional de Campo Grande) är en flygplats i Campo Grande i Mato Grosso do Sul i Brasilien. Flygplatsen ligger 558 meter över havet.
Runt flygplatsen är det ganska tätbefolkat, med 248 invånare per kvadratkilometer..